# Tamar Valley (Tasmanien)
Das Tamar Valley (deutsch: Tamar-Tal) ist ein vom Tamar River durchflossenes Tal im Norden der australischen Insel Tasmanien im gleichnamigen Bundesstaat.

## Lage
Das Tamar Valley zieht sich von Launceston in nordwestlicher Richtung etwa 50 Kilometer bis George Town und dann weitere zehn Kilometer bis zur Mündung des Tamar Rivers in die Bass-Straße.

## Sehenswürdigkeiten
Tamar Valley ist reich an Sehenswürdigkeiten:
- an der Stelle, wo die Straße B73 den Tamar River kreutzt, befindet sich die Batman Bridge
- ganz im Norden, nur wenige Kilometer westlich des Tals, befindet sich der Narawntapu-Nationalpark
- sowie zahlreiche Waldgebiete, Uferlandschaften usw.

### Weinstraße
Die Tamar Valley Wine Route zieht sich hinter Launceston vor allem am linken Ufer des Tamar Rivers zu beiden Seiten der Schnellstraße A7 bis nach Beaconsfield hin. Sie führt dann in östlicher Richtung über Kayena und Rowella an der Batman-Bridge vorbei auf dem rechten Flussufer bis nach Pipers River und Pipersbrook, danach in Südrichtung zurück nach Launceston.
In den über 30 Weinkellereien, die sich dort seit 1800 angesiedelt haben, werden gut 40 Prozent des tasmanischen Premiumweins produziert. Zu den Weintrauben gehören Sorten wie Pinot noir, Chardonnay, Riesling und Sauvignon blanc.

Tamar Valley
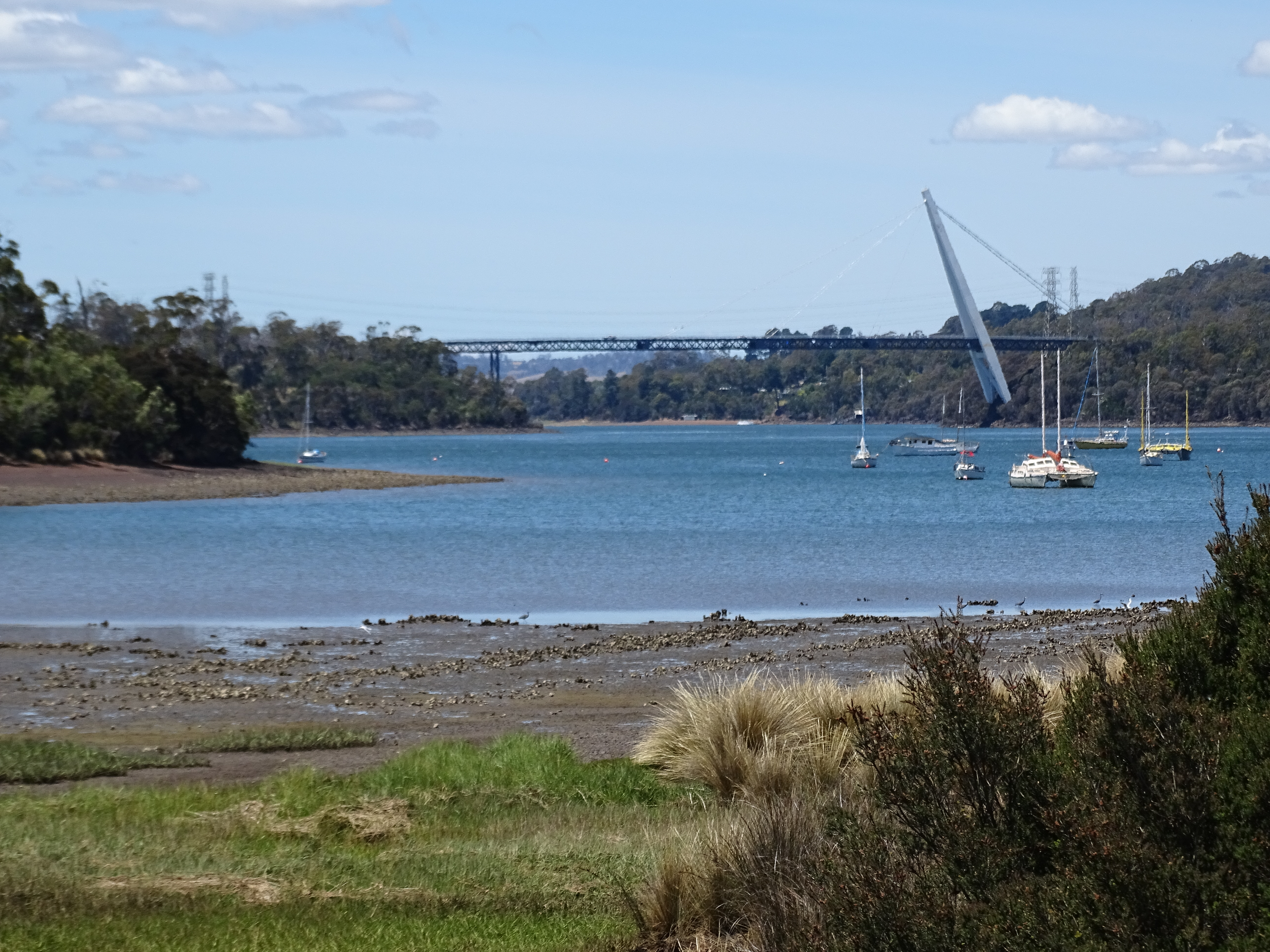
Tamar River, im Hintergrund Batman Bridge
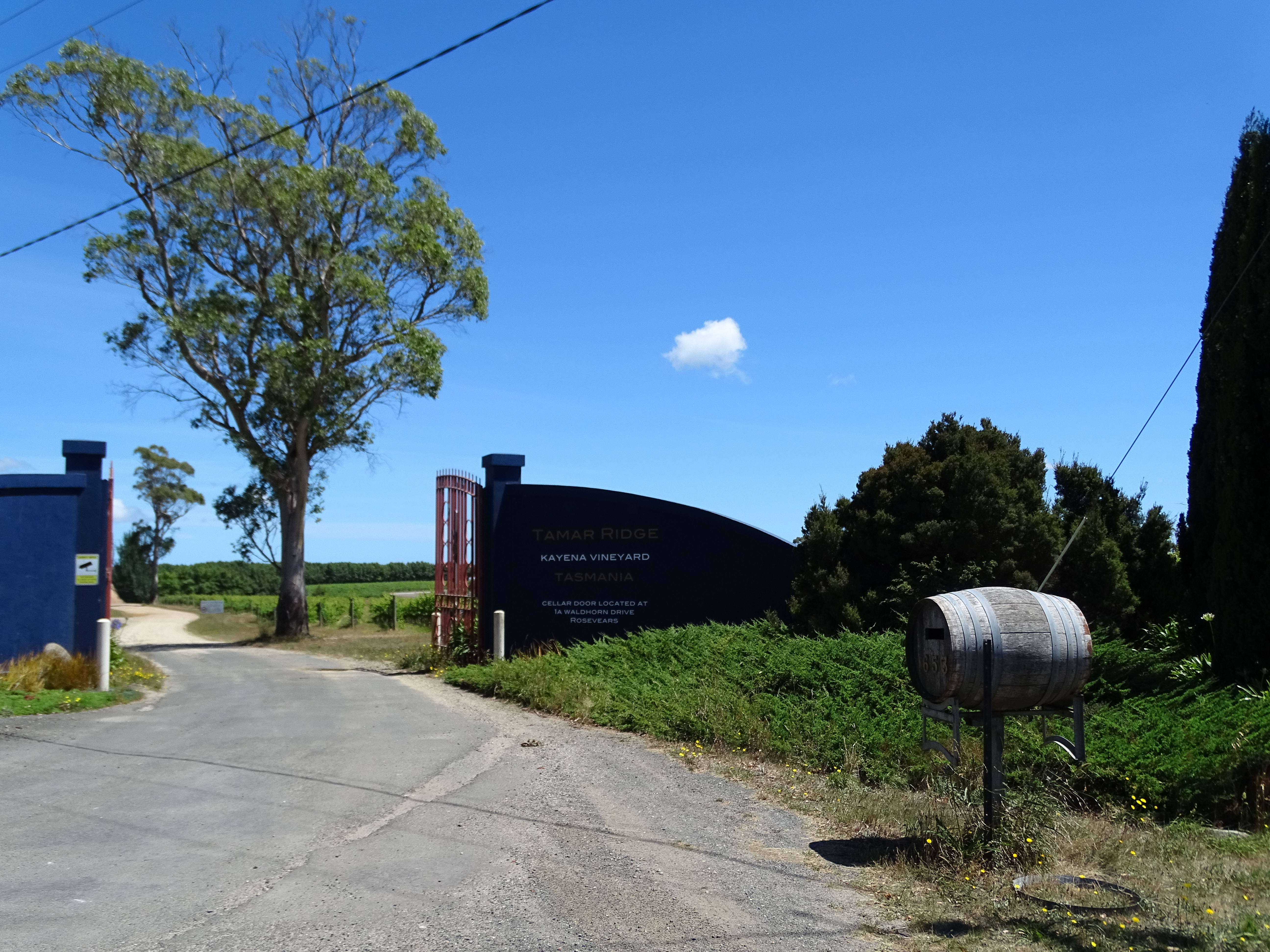
Weingut in der Weinstraße
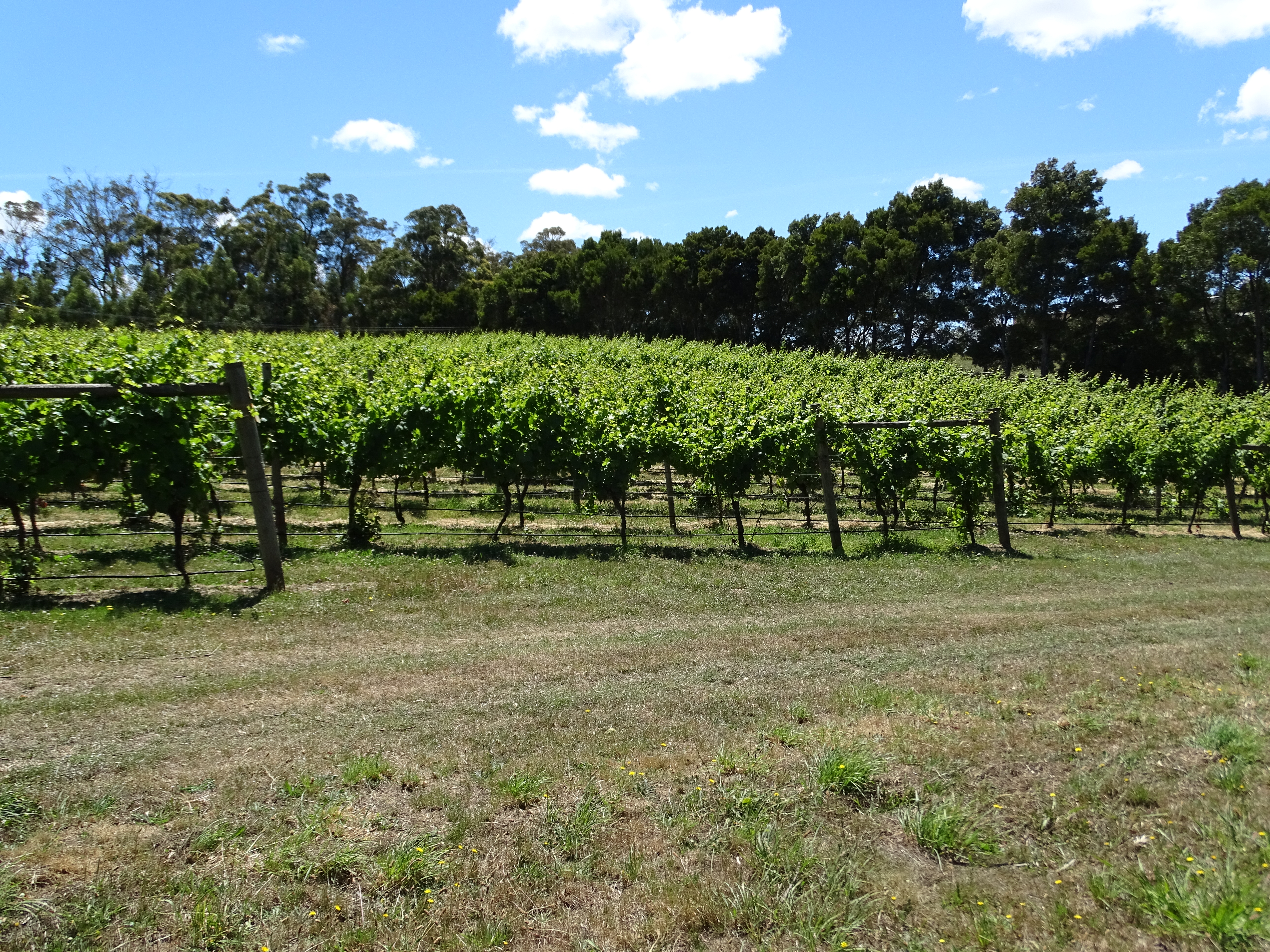
Weinstraße